# Alfred Neuwald

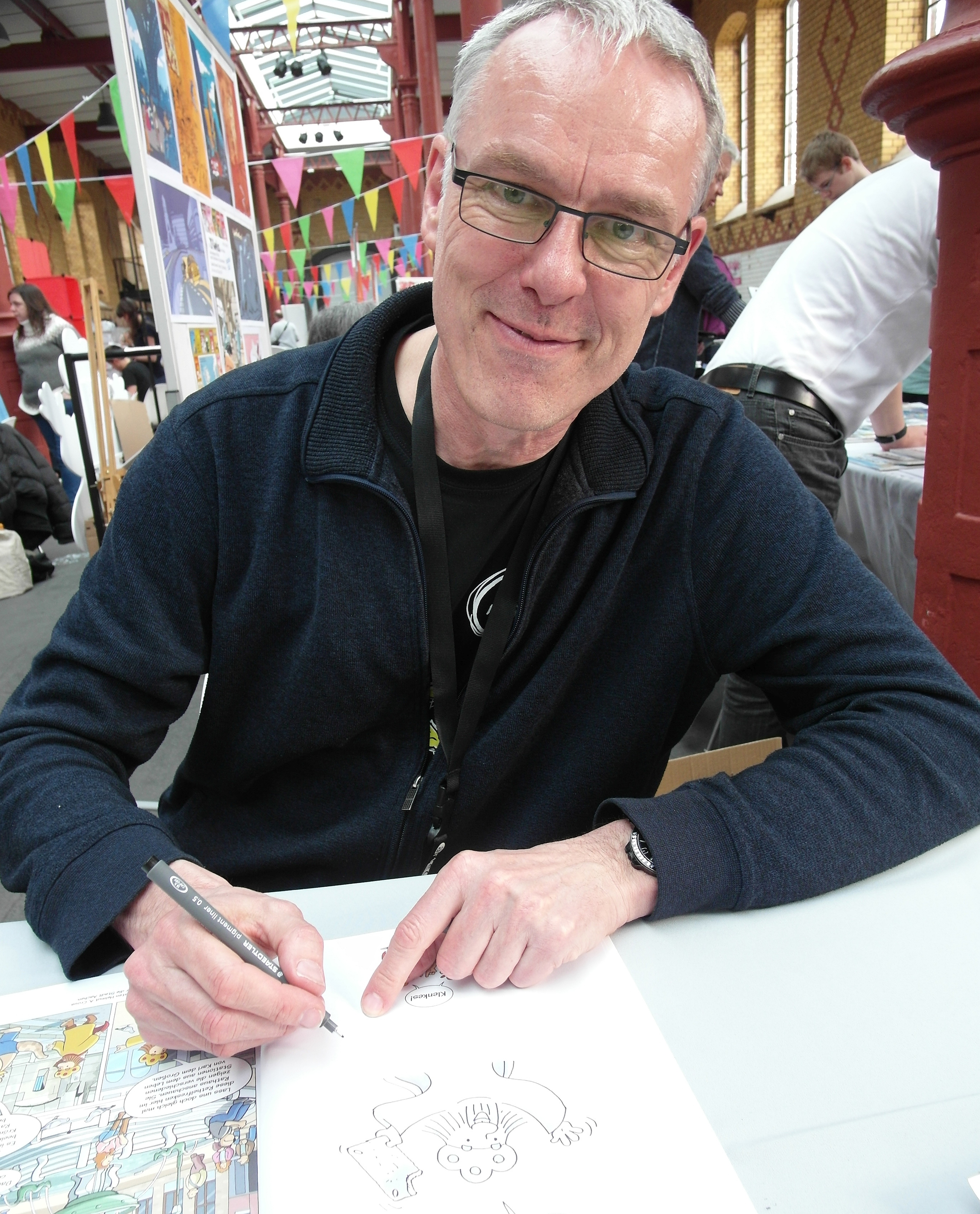
Alfred Neuwald auf der Comiciade 2018

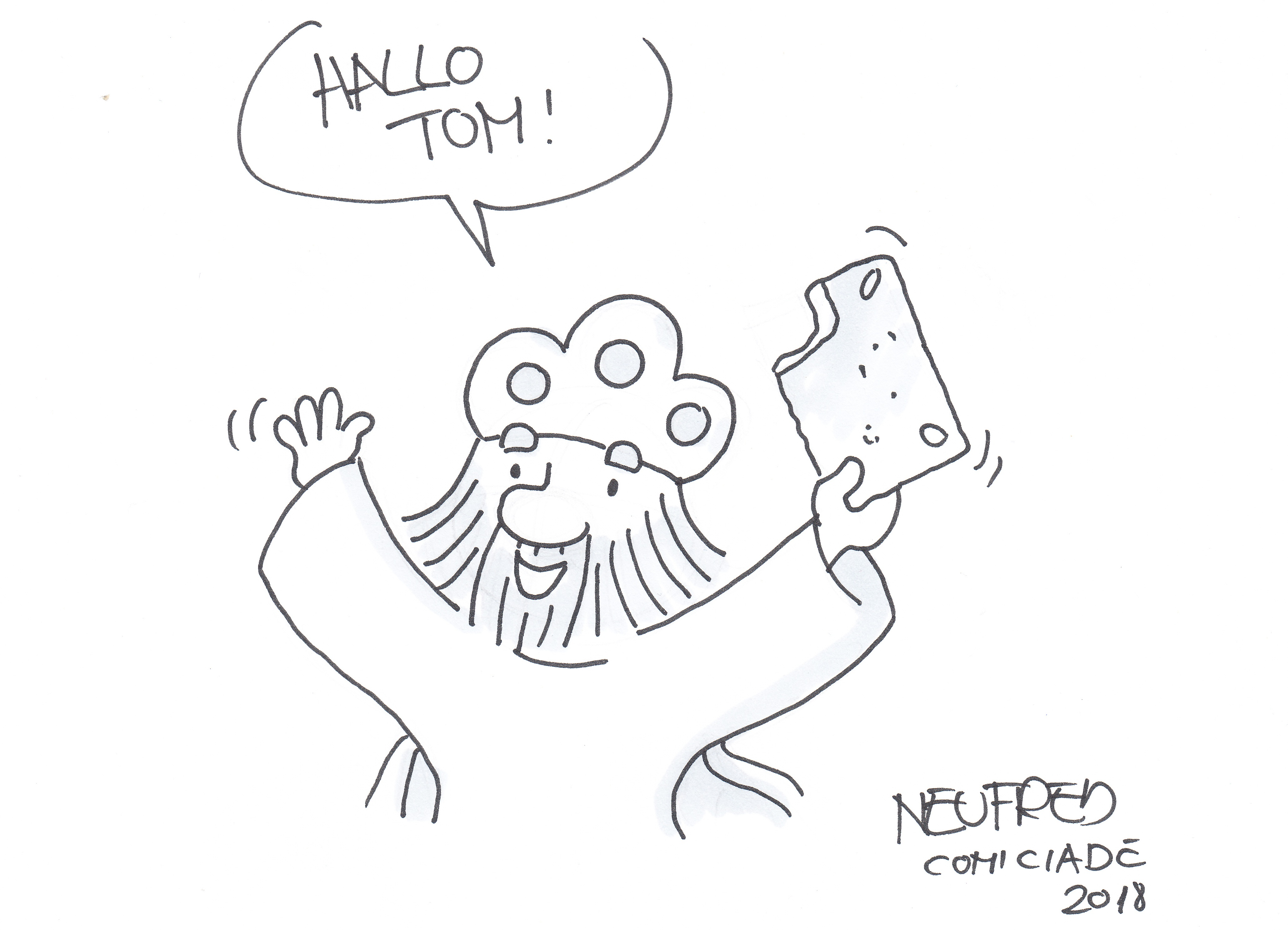
Comiciade 2018 Alfred Neuwald Signatur Neufred

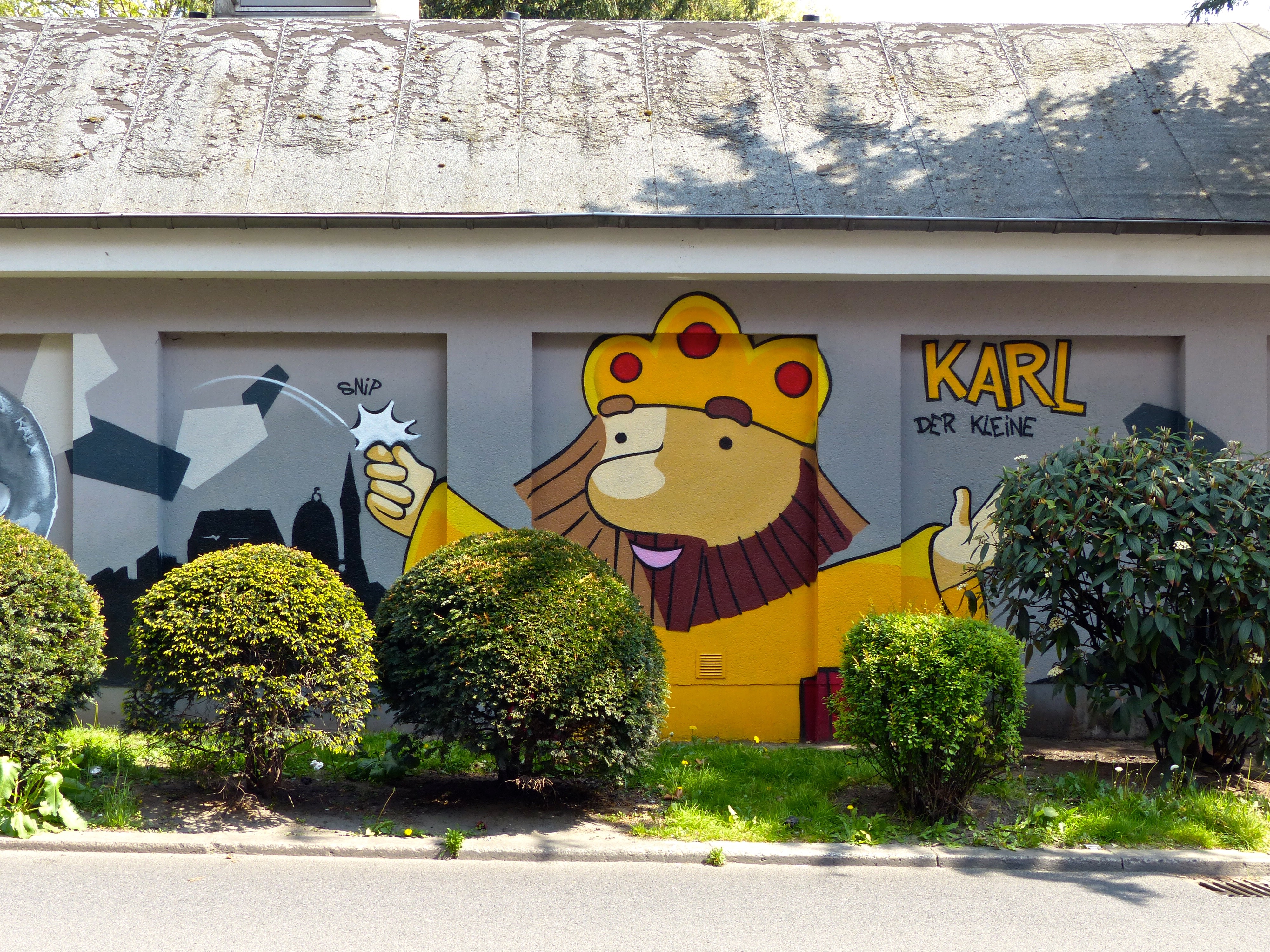
Karl der Kleine an einem Transformatorenhaus am Blücherplatz in Aachen, Comiciade 2014

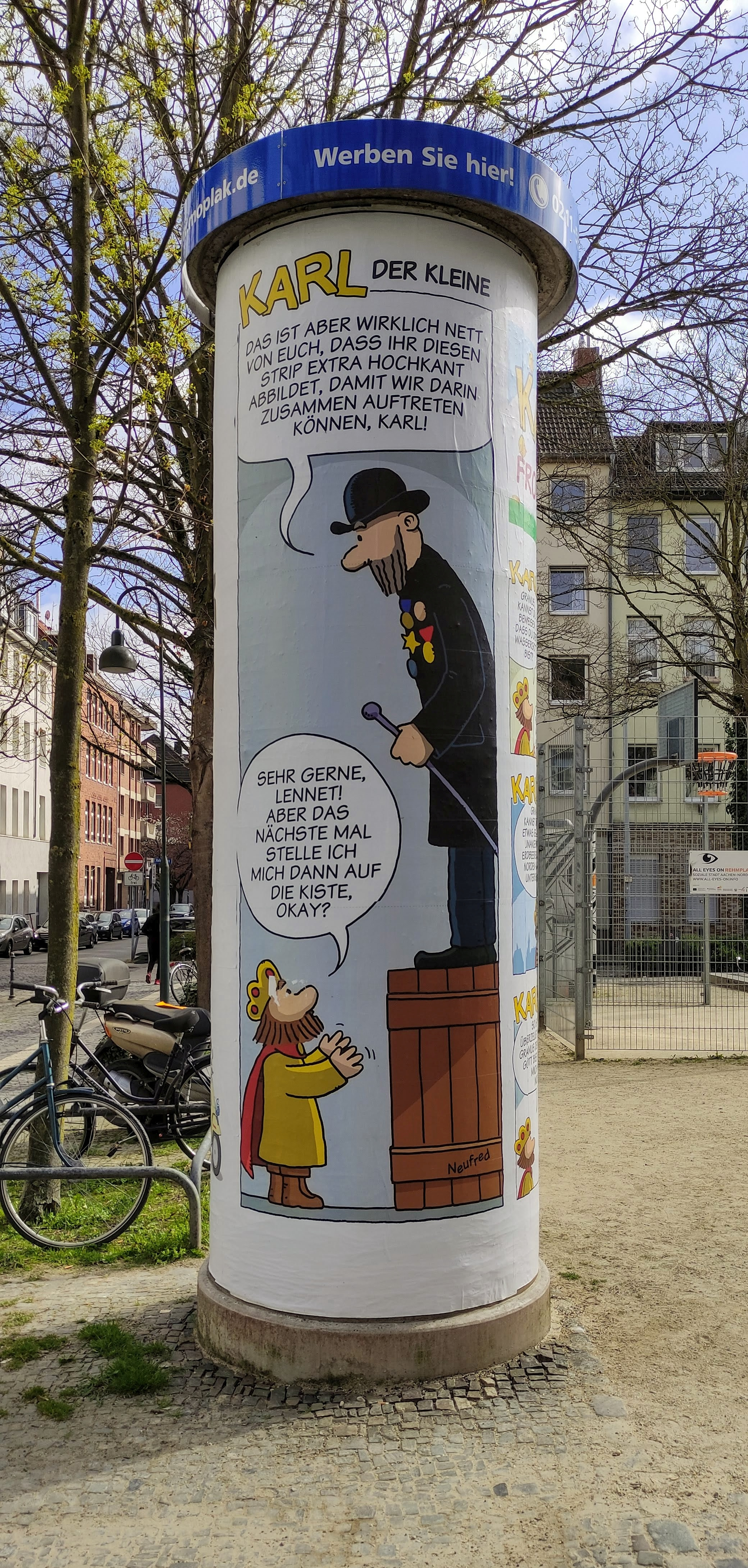
Neufred-Comic auf Litfaßsäule bei der COMICIADE 2021. Der kleine Karl trifft Lennet Kann.

Alfred Neuwald (* 12. Januar 1962 in Hamburg) ist ein deutscher Comicautor, Illustrator und Cartoonist. Für seine Arbeiten verwendet er häufig das Namenskürzel Neufred.

## Leben
Alfred Neuwald studierte Grafikdesign an der Fachhochschule Aachen. Seit 1989 ist er als freiberuflicher Illustrator tätig. Neben seiner Arbeit für Werbeagenturen und Firmen illustrierte er zahlreiche Comics und Kinderbücher, darunter die Pixi-Buchreihe Kapitän Sternhagel, die zum Teil auch in andere Sprachen übersetzt wurden.
Im Jahr 2013 schuf Neuwald die Comicfigur Karl der Kleine, der einen humorvollen Gegenentwurf zum übermächtigen Kaiser Karl darstellt. Charakteristisch für den kleinen Karl ist sein unstillbarer Hunger und Appetit auf Aachener Printen. Immer wiederkehrende Figuren sind u. a. der Wassergott Granus und der Teufel, der nach der Aachener Dombausage keine gute Beziehung zu Aachen hat. In seinen Abenteuern begegnet der kleine Karl auch vielen berühmten historischen Personen, sowohl mit Bezug zu Aachen, als auch aus der Geschichte, zum Beispiel Alfred Rethel, Lennet Kann, Adolph Sutro, Paul Julius Reuter und Leonhard Tietz, aber auch Napoleon Bonaparte. Karl der Kleine-Zeitungsstrips erschienen vom Januar 2013 bis zum Dezember 2014 in diversen Tageszeitungen, u. a. in der Aachener Zeitung und in den Aachener Nachrichten. Neuwald entwickelte seine Figur „Karl der Kleine“ zum Serienhelden und gab seitdem mehrere Einzelausgaben, teils mit zeitkritischen Themen – zum Beispiel zur Erderwärmung heraus. Sein letzter Band Karl der Kleine – Doppelt gemoppelt warnt vor den Gefahren der Künstlichen Intelligenz. Bei der Vorstellung des neuen Bandes sagte KI-Experte Holger Hoos, Professor an der RWTH Aachen in seiner Laudatio: „Es ist außergewöhnlich gut und wertvoll, wie der Umgang mit Künstlicher Intelligenz hier illustriert wird. Vor allem der Tiefsinn des Comics, der Chancen und Risiken von KI charmant und unter Berücksichtigung von moralischen Aspekten darstellt, ist ein Alleinstellungsmerkmal.“
Im April 2014 nahm Neuwald an der ersten Comiciade im Ludwig Forum für Internationale Kunst in Aachen teil. Er gestaltete in diesem Rahmen ein Motiv von Karl dem Kleinen, das von Lake13 an der Wand eines Transformatorenhäuschens am Blücherplatz als Graffiti realisiert wurde. Karl der Kleine war auch als das Comiciade-Motiv 2014 ausgewählt worden.
Seit 2023 gestaltet Neuwald den Internetauftritt, Comics („Rucky Reiselustig“) und die Arbeitsmaterialien für die Kinderfastenaktion von Misereor.
Darüber hinaus war Neuwald viele Jahre als Animationsfilmer tätig. In den Jahren 1987 und 1988 hatte er in São Paulo, Brasilien ein Trickfilmstudio aufgebaut und geleitet.
Er lebt und arbeitet seit 1982 in Aachen.

## Veröffentlichungen (Auswahl)
- Kapitän Sternhagel. Pixibuch-Reihe aus dem Carlsen Verlag, Hamburg (15 Bände)
- Die Weltenbummler. Text von Heiner Lünstedt. (Carlsen-Comics). Carlsen Verlag, Hamburg
  - Band 1: Leinen los! 1993, ISBN 3-551-72701-5.
  - Band 2: Karneval. 1993, ISBN 3-551-72702-3.
- Meine allererste Kinderbibel. Text von Bernhard Meuser. Pattloch-Verlag, Aschaffenburg 1994, ISBN 978-3-629-00639-4.
- Mein allererstes Buch von Jesus. Text von Marilis Lunkenbein. Pattloch-Verlag, Aschaffenburg 1998, ISBN 978-3-629-00333-1.
- Mein allererstes Buch von Maria. Text von Marilis Lunkenbein. Pattloch-Verlag, Aschaffenburg 1998, ISBN 978-3-629-00332-4.
- Karl der Kleine – Comicstrips aus Aachen. Aachen 2013, ISBN 978-3-9814796-4-5.
- Karl der Kleine bei den Karolingern. Aachen 2014, ISBN 978-3-00-045202-4.
- Karl der Kleine und der Talisman. Aachen 2015, ISBN 978-3-9817499-0-8.
- Karl der Kleine. Die Printe des Teufels. Granus Verlag, Aachen 2017, ISBN 978-3-00-057761-1
- Stups der kleine Schwertwal. Aretz-Verlag, Aachen 2018, ISBN 978-3-944824-76-5.[4]
- Karl der Kleine in der Klimahölle. Granus Verlag, Aachen 2020, ISBN 978-3-9822083-0-5.
- Karl der Kleine – Printenherz. Granus Verlag, Aachen 2022, ISBN 978-3-9822083-1-2.
- Karl der Kleine – Die Stadt der Printen, Granus Verlag, Aachen 2024, ISBN 978-3-9822083-2-9
- Karl der Kleine – Doppelt gemoppelt, Granus Verlag, Aachen 2024, ISBN 978-3-9822083-3-6